# El Nacional (periodico)
El Nacional è un quotidiano venezuelano. È pubblicato da  C.A. Editora El Nacional ed è uno dei principali giornali del Venezuela. Ha un orientamento politico di centro sinistra.

## Storia
È stato fondato nel 1943.
Nel 1998 ha sostenuto Hugo Chávez.
L'attuale editore e proprietario Miguel Henrique Otero ha fondato il Movimento 2D che ha sostenuto Unità Nazionale, la coalizione di opposizione al governo del presidente del Venezuela Nicolás Maduro.
Nel 2018 a causa della crisi economica che ha colpito il Venezuela ha sospeso le pubblicazioni nel formato cartaceo poiché non più in grado di sostenere i costi di acquisto della carta. Continua le sue pubblicazioni sul sito internet.